# Галкин, Антон Сергеевич
Анто́н Серге́евич Га́лкин (род. 20 февраля 1979, Ленинград) — российский легкоатлет, специалист по бегу на короткие дистанции. Выступал за сборную России по лёгкой атлетике в первой половине 2000-х годов, победитель и призёр первенств национального значения, участник летних Олимпийских игр в Афинах. Представлял Санкт-Петербург и Российскую Армию. Мастер спорта России международного класса.

## Биография
Антон Галкин родился 20 февраля 1979 года в Ленинграде.
Занимался лёгкой атлетикой в Санкт-Петербурге, проходил подготовку под руководством заслуженного тренера СССР Геннадия Николаевича Жубрякова. Окончил Санкт-Петербургскую государственную Лесотехническую академию им. С. М. Кирова.
Впервые заявил о себе на взрослом всероссийском уровне в сезоне 1998 года, когда в составе команды Санкт-Петербурга одержал победу в эстафете 4 × 400 метров на чемпионате России в Москве.
В 2000 году выиграл бронзовую медаль в беге на 200 метров на зимнем чемпионате России в Волгограде, тогда как на летнем чемпионате России в Туле в той же дисциплине превзошёл всех соперников и получил золото.
В 2002 году на дистанции 200 метров взял бронзу на чемпионате России в Чебоксарах.
На чемпионате России 2003 года в Туле был лучшим в беге на 400 метров и в эстафете 4 × 400 метров. Попав в основной состав российской национальной сборной, выступил на чемпионате мира в Париже.
В 2004 году в составе команды Челябинской области стал бронзовым призёром в эстафете 4 × 200 метров на зимнем чемпионате России в Москве. На Кубке Европы в Быдгоще стал вторым в эстафете 4 × 400 метров и пятым в мужском командном зачёте. На летнем чемпионате России в Туле победил на дистанции 400 метров, показав при этом второй лучший результат в российской истории — 44,83, и с санкт-петербургской командой первенствовал в эстафете 4 × 400 метров. Благодаря этому удачному выступлению удостоился права защищать честь страны на летних Олимпийских играх в Афинах — в программе бега на 400 метров дошёл до стадии полуфиналов, но провалил допинг-тест — во взятой здесь пробе обнаружили следы анаболического стероида станозолола. В связи с этим, выступление Галкина на Играх завершилось досрочно, его отстранили от участия в соревнованиях сроком на два года.
По окончании срока дисквалификации в 2007 году Антон Галкин возобновил спортивную карьеру. Так, в этом сезоне он победил в эстафете 4 × 200 метров на зимнем чемпионате России в Волгограде и в эстафете 4 × 400 метров на летнем чемпионате России в Туле.
За выдающиеся спортивные достижения удостоен почётного звания «Мастер спорта России международного класса».
Женат на известной российской бегунье Гульнаре Галкиной-Самитовой, олимпийской чемпионке 2008 года в беге на 3000 метров с препятствиями.